# Victor Atanasie Stănculescu
Victor Atanasie Stănculescu (n. 10 mai 1928, Tecuci, județul Galați – d. 19 iunie 2016, Ghermănești, județul Ilfov) a fost un general de armată român, care a îndeplinit funcția de ministru al apărării naționale în perioada 16 februarie 1990 – 29 aprilie 1991.

## Biografie

### Primii ani, formarea profesională
Victor Atanasie Stănculescu s-a născut la data de 10 mai 1928, în orașul Tecuci (județul Galați). A muncit ca brigadier pe șantierul național de la Bumbești—Livezeni, unde a ajuns instructor de șantier și apoi instructor sanitar al șantierului. A urmat cursurile Școlii Militare de Ofițeri de Artilerie din Sibiu (absolvită la 30 decembrie 1949), apoi Facultatea de Artilerie din cadrul Academiei Militare „I.V. Stalin” din București (absolvită în anul 1952) și ulterior un curs postuniversitar în cadrul Academiei de Studii Economice din București.
După absolvirea Școlii de ofițeri, este avansat la gradul de locotenent și repartizat la Centrul de Instrucție al Artileriei "Mihai Bravu". A urmat apoi Academia Militară, fiind coleg cu viitorul general Vasile Milea și la 23 august 1952 a fost înaintat la gradul de locotenent-major. A urmat o carieră militară strălucită. La data de 5 septembrie 1952, după două săptămâni de la precedenta avansare, este înaintat la gradul de căpitan „la excepțional”.

### Membru al PMR (Partidul Muncitoresc Român)
Și-a depus candidatura de membru PMR la 22 decembrie 1954, într-o cerere transmisă Organizației de bază a UM 04348 Timișoara, motivând necesitatea admiterii sale în partid: „astăzi, când reacțiunea internațională caută prin toate mijloacele să atace țările socialismului, cred că voi putea duce cu mai multă tărie lupta pentru întărirea capacității de apărare a țării noastre“. Criticile la adresa sa au fost că nu are o activitate practică și că este delăsător. Pentru a lichida aceste lipsuri, a urmat cursuri de pregătire politică la Universitatea serală de marxism-leninism. A fost admis ca membru al PMR în martie 1957 .
Este repartizat în anul 1952 în funcția de șef de Stat Major al Artileriei Corpul 38 Armată din Timișoara (1952-1955). Va îndeplini apoi funcțiile de șef secție în Marele Stat Major, șef de direcție și apoi locțiitorul șefului Marelui Stat Major și șeful Direcției Organizare, Mobilizare, Planificare, înzestrare din Marele Stat Major. În anul 1955 a fost avansat la gradul de maior și apoi în anul 1960 la cel de colonel.
În anul 1968, în perioada invaziei sovietice în Cehoslovacia, este înaintat la gradul de general-maior (cu o stea).
Remarcat pentru cunoștințele economice dobândite, a fost desemnat să conducă Direcția economică a Ministerului Apărării Naționale, fiind înaintat la gradul de general-locotenent (cu 2 stele) în 21 august 1979. A îndeplinit apoi funcțiile de adjunct (1981-1986) și apoi prim-adjunct (1986-1989) al ministrului apărării naționale.
În paralel, a fost președinte al Federației Române de călărie și pentatlon modern (1971-1990).

## Activitatea sa în zilele Revoluției și după
La data de 17 decembrie 1989, având funcția de ministru adjunct al apărării naționale, a fost trimis de Vasile Milea la Timișoara pentru a reprima revoluția. Întors la București în noaptea de 21-22 decembrie, s-a deplasat la Spitalul Militar din București, unde l-a rugat discret pe comandantul spitalului, un bun prieten de-al lui, să-i pună un picior în ghips, pentru a se sustrage în acest fel de implicarea pe mai departe în reprimarea revoluției. Totuși s-a prezentat la Comitetul Central al PCR, la chemarea lui Nicolae Ceaușescu, și a fost numit de acesta ministru al apărării naționale în locul lui Vasile Milea, care s-a sinucis (?) în jurul orei 9.30 dimineața (pe 22 decembrie).
După evacuarea soților Ceaușescu din clădirea CC la 22 decembrie 1989, generalul Victor Stănculescu a trecut de partea Revoluției și a transmis telefonic, la ora 13:30, Ordinul nr. 38 care prevedea următoarele: "Unitățile militare de pe întreg teritoriul țării se retrag în cazărmi, în ordine și calm, fără a se lăsa provocate, dezarmate sau dispersate. Unitățile militare care sunt angajate în fața sediilor comitetelor județene de partid vor calma spiritele, fără să tragă, după care se retrag în cazărmi. În unități se va organiza apărarea cazărmilor și a tuturor obiectivelor militare.
De asemenea, el a preluat conducerea Armatei Române, scoțând-o de sub ordinele comandantului suprem al forțelor armate care rămăsese Nicolae Ceaușescu. În nota telefonică nr. 39 transmisă tot atunci, el dădea următorul ordin către Armată: "Se vor executa numai ordinele primite de la ministrul Apărării Naționale. Față de cele ordonate, comandanții militari să asigure paza obiectivelor civile de importanță deosebită cu subunități înarmate, care să nu tragă decât în situația în care sunt atacate de grupuri înarmate cu arme de foc. Pentru stabilirea priorităților în asigurarea pazei, comandanții militari să se pună de acord cu reprezentanții organelor locale. Militarii care asigură paza acestor obiective să poarte pe brațul stâng banderolă tricoloră" .
Generalul Victor Stănculescu a devenit membru în Consiliul Frontului Salvării Naționale și a avut unul din principalele roluri în organizarea procesului soților Ceaușescu și în executarea acestora la 25 decembrie 1989 , participând la proces ca delegat al FSN, alături de Gelu Voican-Voiculescu și Virgil Măgureanu.
Conform aprecierii lui Lorin Fortuna, conducător al revoluției de la Timișoara și membru în Colegiul Director al Institutului Revoluției Române, atacul teroriștilor declanșat în seara de 22 decembrie 1989 a fost o acțiune criminală, contrarevoluționară, declanșată și coordonată de către o grupare din cadrul Ministerului Apărării Naționale condusă de Victor Atanasie Stănculescu.
Prin Decretul președintelui Consiliului Frontului Salvării Naționale, Ion Iliescu, din 28 decembrie 1989, Victor Stănculescu a fost înaintat în gradul de general-colonel (cu 3 stele). El a dat ordinul de împușcare a soților Ceaușescu.
La data de 28 decembrie 1989, prin Decretul CFSN nr. 8/1989, a fost numit în funcția de ministru al economiei naționale, conducând un minister nou format prin reorganizarea Comitetului de Stat al Planificării. La data de 16 februarie 1990, este eliberat din funcția de ministru al economiei naționale, fiind numit în funcția de ministru al apărării naționale, unde l-a înlocuit pe generalul Nicolae Militaru. A îndeplinit această funcție până la data de 30 aprilie 1991, când a avut loc o remaniere a guvernului condus de Petre Roman. La data de 13 mai 1991, Victor Stănculescu a fost înaintat în gradul de general de armată (cu 4 stele) și trecut în rezervă .
A lucrat apoi ca consilier principal la firma "Balli".
A fost judecat în două procese: cazul Motorola, și celălalt pentru rolul său jucat în reprimarea revoluției din 1989.

## Judecarea sa pentru rolul avut în Revoluție
În anul 1990 o comisie guvernamentală de anchetă a evenimentelor din 1989 condusă de Viorel Oancea a propus trimiterea sa în judecată pentru participare la reprimarea revoluției. Acest lucru s-a întâmplat abia în 1997. 
În anul 1999 a fost condamnat de Curtea Supremă la 15 ani închisoare pentru omor deosebit de grav săvârșit prin reprimarea revoluției din Timișoara, hotărâre confirmată în 2000 în urma recursului. Ca urmare a recursului în anulare promovat de procurorul general Tănase Joița, aceste hotărâri judecătorești au fost casate în 2004 , dar după rejudecare, au fost reconfirmate în 2007. În octombrie 2008 Curtea Supremă a respins recursul generalului Stănculescu la decizia din 2007, acesta ispășindu-și în închisoare sentința pronunțată în 1999. Prin aceeași hotărâre, a fost degradat militar, urmând a fi scos din evidențele militare.
Potrivit motivării sentinței dată publicității în 5 decembrie 2007, Victor Atanasie Stănculescu a făcut parte din comandamentul care a condus acțiunea de reprimare a manifestațiilor de la Timișoara și a exercitat cu „vădit exces de zel” atribuțiile ce i-au revenit în cadrul acelui comandament. Aceasta a dus și la numirea sa de către Nicolae Ceaușescu, în seara de 20 decembrie 1989, în funcția de comandant militar unic al municipiului Timișoara.
Magistrații ÎCCJ au susținut că Victor Stănculescu (ca și alți comandanți militari de atunci) nu era obligat să pună în executare ordinul lui Nicolae Ceaușescu, de deschidere a focului împotriva revoluționarilor, fiind vorba de un ordin „ilegal și neconstituțional”, potrivit motivării deciziei din 15 octombrie 2008. Judecătorii Înaltei Curți de Casație și Justiție (ÎCCJ) susțin, în motivare, că, potrivit regulamentelor militare, comandanții poartă întreaga răspundere a legalității ordinelor date sau transmise, ceea ce nu înlătură caracterul penal al faptei, așa cum au invocat foștii generali, pe motiv că nu ar fi făcut altceva decât să execute „ordinul dat de comandantul suprem”, adică ordinul dat de Nicolae Ceaușescu.
A fost căsătorit cu Elena Stănculescu și au avut împreună o fiică (născută în 1954). La data de 21 decembrie 2003, soția sa, în vârstă de 68 ani, s-a sinucis aruncându-se de la etajul doi al imobilului în care locuiau, în timp ce generalul era acasă și dormea.
Înainte de a-și lua viața, ea a scris un bilet în care explica gestul și o scrisoare-testament în care dădea amănunte privind averea familiei. În bilet ea își justifica gestul prin anii de mizerie în care a trăit prin târârea soțului ei prin tribunale, în loc ca acesta să fie considerat erou. „Opt ani de mizerie umană. Motorola? Timișoara? Cine dintre cei de azi ar fi fost acolo unde sunt. Toți sunt eroi. Ce făceați dacă nu era Stănculescu? Scârbă, ură și dezgust. Ajunge. Nu se poate mai mult. Să fiți blestemați” .
La 20 mai 2014, după ispășirea a cinci ani din cei 15 ani de închisoare la care a fost condamnat, Victor Stănculescu a fost eliberat condiționat.
În 24 martie 2015, Curtea Europeană a Drepturilor Omului a respins plângerea lui Victor Stănculescu și a coinculpatului său din proces, Mihai Chițac, cu privire la pretinsele nereguli din procesul prin care au fost condamnați.

## Cărți despre Victor Stănculescu
Scriitorul Dinu Săraru a publicat în anul 2004 la Editura Rao cartea "Generalul revoluției cu piciorul în ghips" care a fost scrisă în urma discuțiilor cu Victor Stănculescu și cu documente furnizate de acesta.
Tot la editura Rao și cu același subiect, în cadrul aceleiași campanii propagandistice, a publicat o carte și Alex Mihai Stoenescu, în anul 2009: „În sfârșit, adevărul... Generalul Victor Atanasie Stănculescu în dialog cu Alex Mihai Stoenescu”

## Decorații
- Ordinul Muncii clasa a III-a (12 august 1959) „pentru contribuția activă la întărirea regimului democrat-popular”[17]
- Ordinul „23 August” clasa a V-a (10 august 1964) „pentru merite deosebite în opera de construire a socialismului, cu prilejul celei de a XX-a aniversări a eliberării patriei”[18]
- Ordinul „Steaua Republicii Socialiste România” clasa a V-a (25 decembrie 1967) „pentru merite deosebite în opera de construire a socialismului, cu prilejul celei de-a XX-a aniversări a proclamării Republicii”[19]

### Articole biografice
- Stănculescu - „agitator bun, dar plângăreț“, 22 decembrie 2007, Laurențiu Mihu, Evenimentul zilei
- Cine este Victor Atanasie Stănculescu Arhivat în 11 septembrie 2011, la Wayback Machine., 9 mai 2010, Adevărul
- Stănculescu: "N-am avut contacte directe cu americanii, prin britanici cred că s-a făcut legătura", 9 mai 2010, Adevărul
- O schiță biografică a generalului de armată Victor Atanasie Stănculescu[nefuncțională]
, 16 decembrie 2009, Dr. Petre Opriș, Jurnalul Național
- O schiță biografică a generalului de armată Victor Atanasie Stănculescu[nefuncțională]
, 17 februarie 2010, Dr. Petre Opriș, Jurnalul Național

### Stănculescu la Revoluție
- Stănculescu aduce KGB-ul în Revoluția română, 17 decembrie 2009, Florentina Ciuverca, Evenimentul zilei
- Și Ceaușescu, și Iliescu se bazau pe Stănculescu!, 25 noiembrie 2009, Grigore Cartianu, Florel Manu, Adevărul

https://m.realitatea.net/vasile-milea-dosarul-revolutiei-1989-ceausescu-dan-voinea_2174147.html

### Interviuri despre Revoluție
- VIDEO Stănculescu: Mi-am pus piciorul în ghips pentru a nu mă duce la Ceaușescu, 17 decembrie 2009, Adevărul
- Stănculescu: Gușă a decăzut în rang pentru că nu a acceptat venirea trupelor sovietice, 19 decembrie 2009, Adevărul
- A vrut Militaru să-l lichideze și pe Stănculescu?[nefuncțională]
, 23 decembrie 2009, Adevărul
- Victor Atanasie Stănculescu: „Am vrut să îl lichidez pe generalul Militaru“, 10 decembrie 2012, Iulian Andrei (Crăciun), Adevărul
- Stănculescu: „Iliescu s-a folosit și de Militaru, și de mine!“, 11 martie 2010, Adevărul
- VIDEO Stănculescu: Regret și acum că în decembrie '89 nu am închis Televiziunea, 12 martie 2010, Adevărul
- Victor Atanasie Stănculescu: „Iliescu a vrut să mă trimită în Argentina!“, 12 martie 2010, Adevărul
- Stănculescu despre '89: "Nu suntem pregătiți să aflăm adevărul, poate prin anul 2050", 17 ianuarie 2011, Adevărul
- Victor Atanasie Stănculescu: „Știam că sovieticii au decis să scape de Ceaușescu“ Arhivat în 25 decembrie 2009, la Wayback Machine., 21 decembrie 2009, Grigore Cartianu, Florel Manu, Adevărul
- Stănculescu: Iliescu a jucat cartea sovietică pe mână cu spionul Militaru Arhivat în 10 septembrie 2011, la Wayback Machine., 22 decembrie 2009, Grigore Cartianu, Florel Manu, Adevărul
- Stănculescu: Cum l-am condamnat pe Ceaușescu la moarte, 20 decembrie 2011, Ion Cristoiu, Adevărul - articol Historia Arhivat în 11 august 2015, la Wayback Machine.

### Înregistrări de televiziune sau video
- Discuție televizată (dailymotion.com)
- Încercare de a explica rolul jucat la Timișoara Arhivat în 15 noiembrie 2016, la Wayback Machine. (vodpod.com)